# Amnicon, Wisconsin
Amnicon là một thị trấn thuộc quận Douglas, tiểu bang Wisconsin, Hoa Kỳ. Năm 2010, dân số của thị trấn này là 1.103 người.